# Arto Sipinen
Pour les articles homonymes, voir Arto (homonymie).
Arto Sipinen, né le 20 mars 1936 à Helsinki et mort le 23 mars 2017 à Espoo, est un architecte finlandais,,.

## Carrière
De 1959 à 1961, il travaille pour le cabinet d’architecte d’Alvar Aalto, puis de 1961 à 1963 pour le cabinet de Viljo Revell.
En 1965, il ouvre son propre cabinet d’architecte.
Arto Sipinen a enseigné au département d’architecture de l’université de technologie d'Helsinki.
En 1970, Arto Sipinen remporte le concours pour la construction d’un nouveau campus à l’université de Jyväskylä, son précédent employeur Alvar Aalto ayant conçu le premier campus.
Parmi les autres œuvres de Sipinen figurent les centres culturels des villes d’Espoo, de Mikkeli, d'Imatra et de Kuusamo.
La blancheur abstraite des bâtiments d'Arto Sipinen évoque le modernisme de Richard Meier et de Le Corbusier.
Arto Sipinen a persévéré dans sa ligne moderniste qui se base sur le fonctionnalisme finlandais.
Par ses créations Arto Sipinen a réussi à fusionner l'humanisme d'Alvar Aalto et le rationalisme de Viljo Revell en imprimant sa propre ligne personnelle.

## Distinctions
- médaille Pro Finlandia,1990
- Prix national d'architecture, 1999

## Conceptions majeures

### Bâtiments publics
| Ouvrage                                               | Image | Lieu        | Construction | Réf.  |
| ----------------------------------------------------- | ----- | ----------- | ------------ | ----- |
| Mairie d'Imatra                                       |       | Imatra      | 1970         | [ 7 ] |
| Mairie                                                |       | Pieksämäki  | 1973         | [ 7 ] |
| Bibliothèque principale de l'université               |       | Jyväskylä   | 1974         | [ 4 ] |
| Bâtiment administratif (T) de l'université            |       | Jyväskylä   | 1974         | [ 4 ] |
| Bâtiment Musica (M) de l'université                   |       | Jyväskylä   | 1976         | [ 4 ] |
| Bâtiment Athenaeum (A) de l'université                |       | Jyväskylä   | 1976         | [ 4 ] |
| Maison municipale                                     |       | Tuusula     | 1980         | [ 8 ] |
| Mairie                                                |       | Raisio      | 1981         |       |
| Maison municipale                                     |       | Siilinjärvi | 1982         |       |
| Mairie                                                |       | Kauhajoki   | 1983         |       |
| Bâtiment D du campus de Mattilanniemi de l'université |       | Jyväskylä   | 1984-2000    | [ 4 ] |
| Centre culturel Virta                                 |       | Imatra      | 1986         |       |
| Centre de formation pour adultes                      |       | Lahti       | 1987         |       |
| Palais des concerts et des congrès MIKAELI            |       | Mikkeli     | 1988         |       |
| Centre culturel d'Espoo                               |       | Tapiola     | 1989         |       |
| Bibliothèque principale                               |       | Lahti       | 1990         |       |
| Campus d'Ylistönrinne de l'université                 |       | Jyväskylä   | 1991-2004    | [ 4 ] |
| Maison municipale                                     |       | Tammela     | 1991         |       |
| Maison municipale                                     |       | Mäntsälä    | 1992         |       |
| Maison municipale                                     |       | Lieto       | 1993         |       |
| Bibliothèque principale                               |       | Iitti       | 1993         |       |
| Institut des soins de santé                           |       | Helsinki    | 1995         |       |
| Centre culturel                                       |       | Kuusamo     | 1996         |       |
| Bâtiment Ambiotica de l'université                    |       | Jyväskylä   | 1999         | [ 4 ] |
| Bâtiment Agora de l'université                        |       | Jyväskylä   | 2000         |       |
| Archives provinciales                                 |       | Jyväskylä   | 2000         |       |
| Tour Innova 1                                         |       | Jyväskylä   | 2002         |       |
| Bâtiment informatique DYNAMO de l'UAS                 |       | Jyväskylä   | 2003         |       |
| Centre de technologie et d'innovation FRAMI           |       | Seinäjoki   | 2003         |       |

### Urbanisme
Les réponses à concours d’architecte suivantes ont reçu un premier prix:
| Projet                   | Image | Lieu                                     | Année | Réf. |
| ------------------------ | ----- | ---------------------------------------- | ----- | ---- |
| ”Laiskotellen”           |       | Centre de Lahti                          | 1964  |      |
| ”Urbs”                   |       | Quartier 5 de Pori                       | 1965  |      |
| ”Keltainen jäänsärkijä”  |       | Mairie d'Imatra                          | 1967  |      |
| ”Piponypurusa”           |       |                                          | 1969  |      |
| ”PM”                     |       | Mairie de Pieksämäki                     | 1970  |      |
| ”77712”                  |       | Université de Jyväskylä                  | 1970  |      |
| ”Martinlinna”            |       | Mairie de Raisio                         | 1977  |      |
| ”Vaarojen saluuna”       |       | Mairie de Tuusula                        | 1977  |      |
| ”Napanuora”              |       | Université d'Helsinki, Campus de Kumpula | 1979  |      |
| ”Kuunsilta”              |       | Centre culturel d'Espoo                  | 1980  |      |
| ”Koskenlaskija”          |       | Centre culturel d'Imatra                 | 1981  |      |
| ”Kunnari”                |       | Mairie de Kauhajoki                      | 1981  |      |
| ”Syyssonaatti”           |       | Centre culturel de Lahti                 | 1981  |      |
| ”Pro Finlandia”          |       | Centre d'Helsinki                        | 1986  |      |
| ”Aortta”                 |       | Quartier Noljakka de Joensuu             | 1987  |      |
| ”Terhonpoimija”          |       | Mairie de Tammela                        | 1988  |      |
| ”Centre d'Helsinki”      |       | XVII Triennale de Milan                  | 1988  |      |
| ”Pianonkantaja”          |       | Mairie et bibliothèque d'Iiti            | 1989  |      |
| ”Nyt kutsuu mua Kuusamo” |       | Centre culturel de Kuusamo               | 1989  |      |
| ”402136”                 |       | Agence fédérale à Berlin                 | 1994  |      |

### Source
- (en) Cet article est partiellement ou en totalité issu de l’article de Wikipédia en anglais intitulé « Arto Sipinen » (voir la liste des auteurs).